# Литовский этнокосмологический музей
Литовский этнокосмологический музей (лит. Lietuvos Etnokosmologijos muziejus) — музей посвящён истории и перспективам освоения человеком космоса, фактам осознания законов вселенной древним человеком, взаимосвязи народа с небом, Солнцем, Луной, звездами.

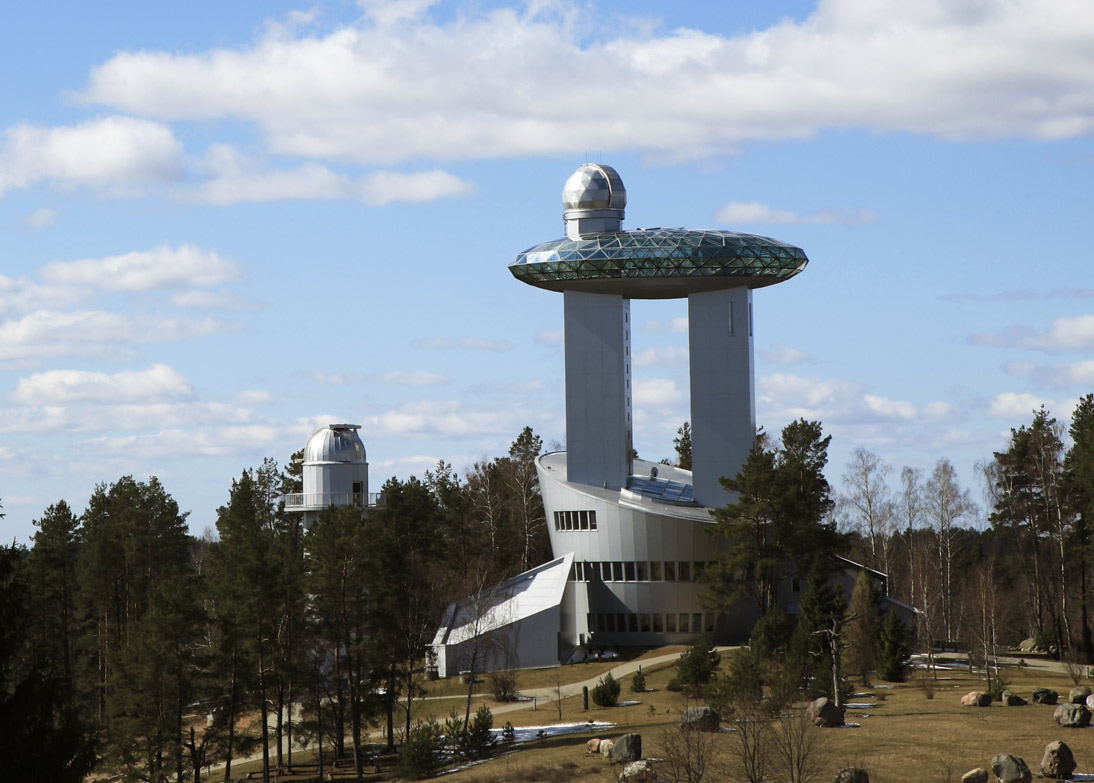
Комплекс зданий музея

## История музея
Музей был открыт в 1990 году. Здания музея построены в нескольких сотнях метров от главной обсерватории Литвы.
В честь 125-летия астрономической обсерватории Вильнюсского университета (1978) на одном из этажей башни телескопа Молетской астрономической обсерватории был открыт музей, фонд которого, помимо астрономических экспонатов (телескопов из старой Вильнюсской обсерватории) уже включал первые этнографические экспонаты.
Поскольку для настоящего воплощения этнокосмологической идеи требовались другие пространства, помещения и специальные здания на отдельном холме, расположенном в нескольких сотнях метров от главной обсерватории, был воздвигнут так называемый «астрономический павильон специального назначения» (1989). Вместе со зданиями музея родились концепция и понятие «этнокосмология» – созданная литовским народом модель Космического мира, система коммуникации с ним и уважение к нему. Постановлением Президиума Академии наук от 15 марта 1990 года был основан Этнокосмологический музей.
В здании обсерватории музея был произведён монтаж купола и введён в строй телескоп (1997).
После передачи на баланс музея земли и зданий (2003) было начато воплощение в жизнь архитектурной идеи и проекта музея. Начались строительные работы. Реконструкция зданий музея заняла два года (2007–2008). В обсерватории музея был установлен второй телескоп диаметром 80 см (2008).

## Экспозиция музея
В архитектуре комплекса зданий музея отражён образ космического, мирового древа. В корнях древа – в поднимающейся на холм подземной галерее – размещается экспозиция, а на вершине холма – телескоп, венчающий башню-древо, устремлённую в небо.
Экспозиции музея включают практически всё, что связано с космологией: от древних метеорологических инструментов, астрономических и астрологических календарей до музыкальных произведений и творений изобразительного искусства, связанных с космологией. Экскурсии начинаются с осмотра подземных помещений, где размещена основная экспозиция и заканчивается на смотровой площадке башни 45-метровой высоты, откуда открывается вид на масштабные инсталляции на территории музея, а также пейзажи озёрного края.

### Галереи фотографий музея

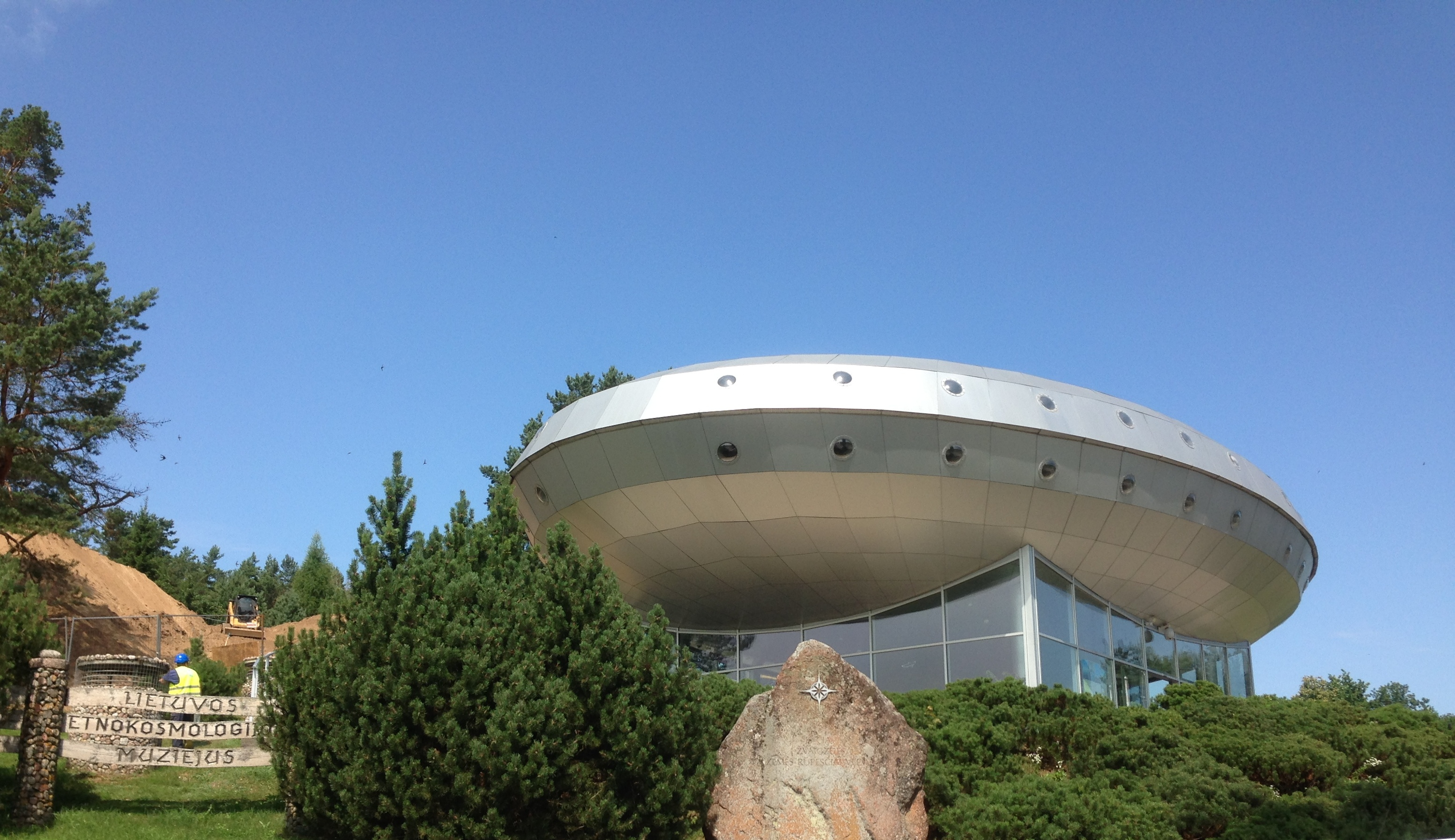
Здание музея (вход в музей)
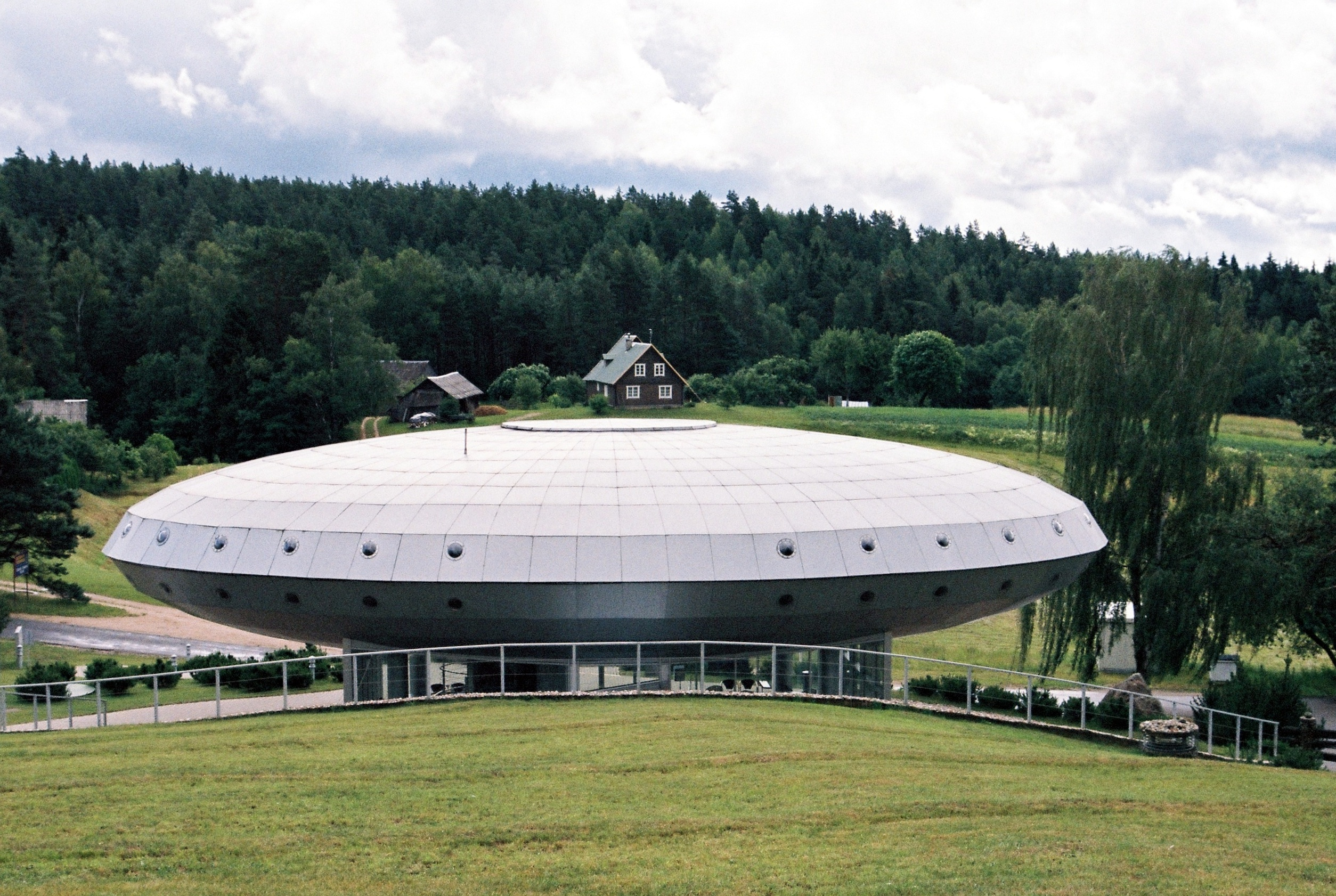
Нижнее здание музея
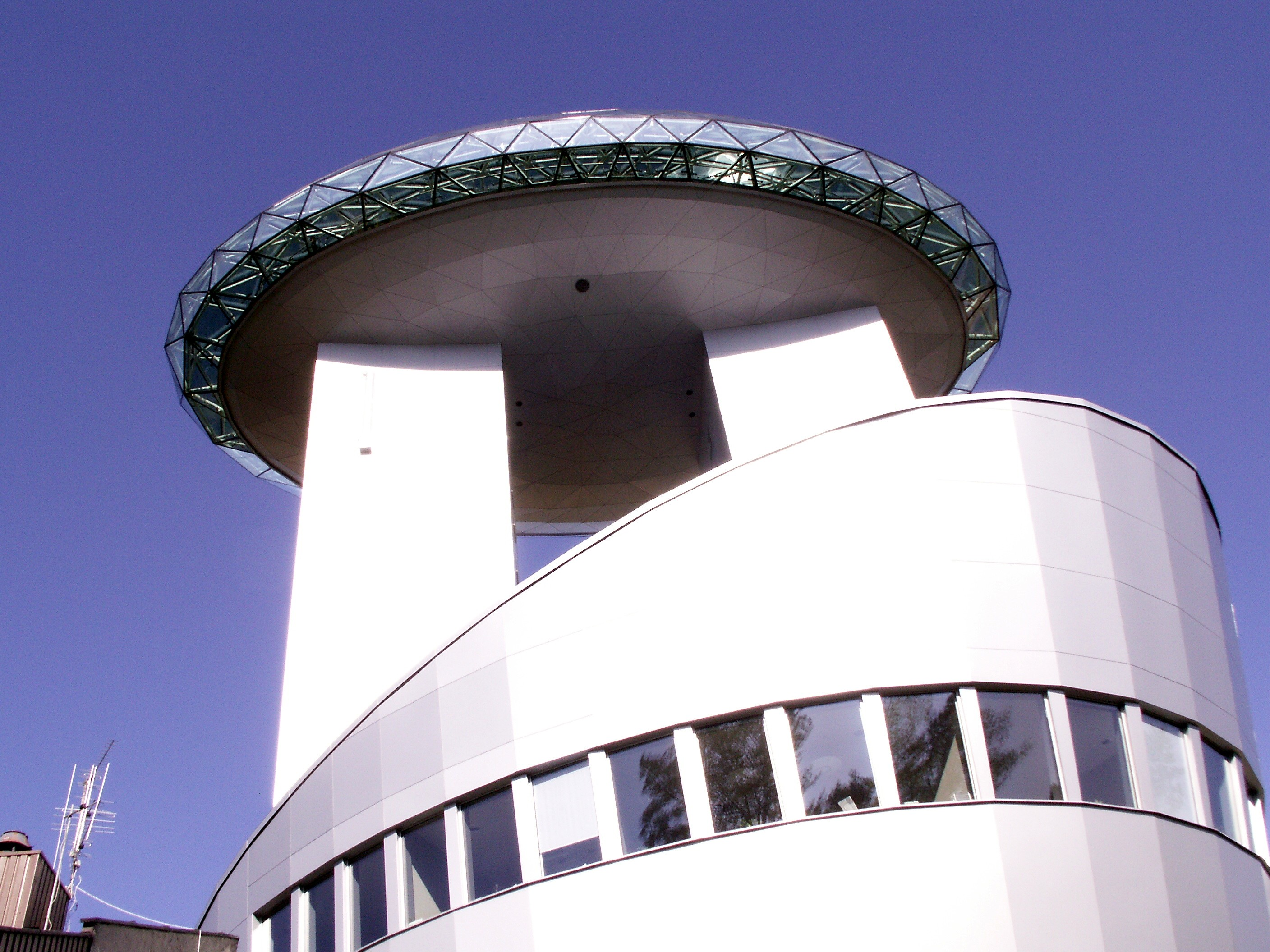
Башня музея со смотровой площадкой
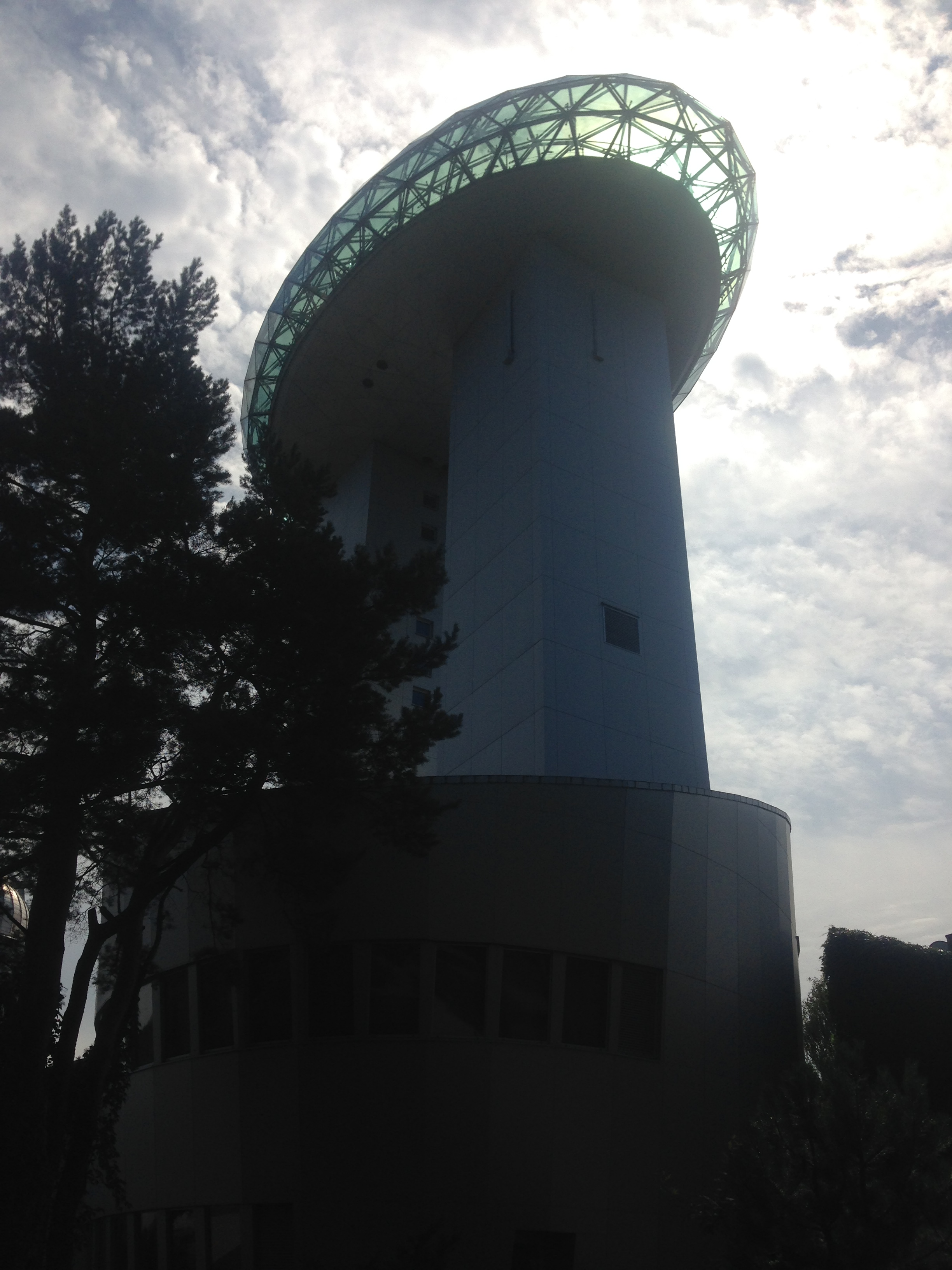
Главная башня музея
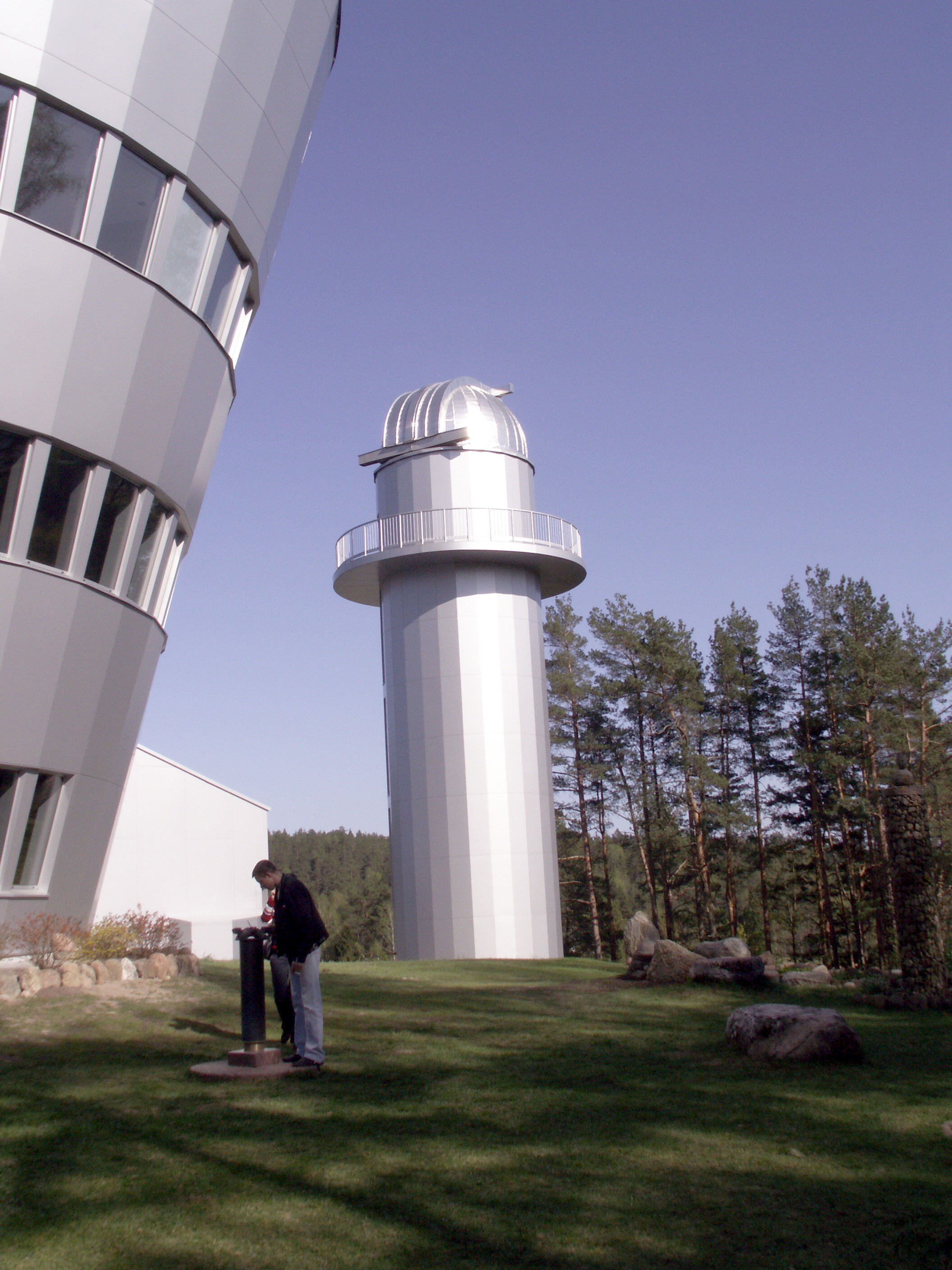
Здание обсерватории музея
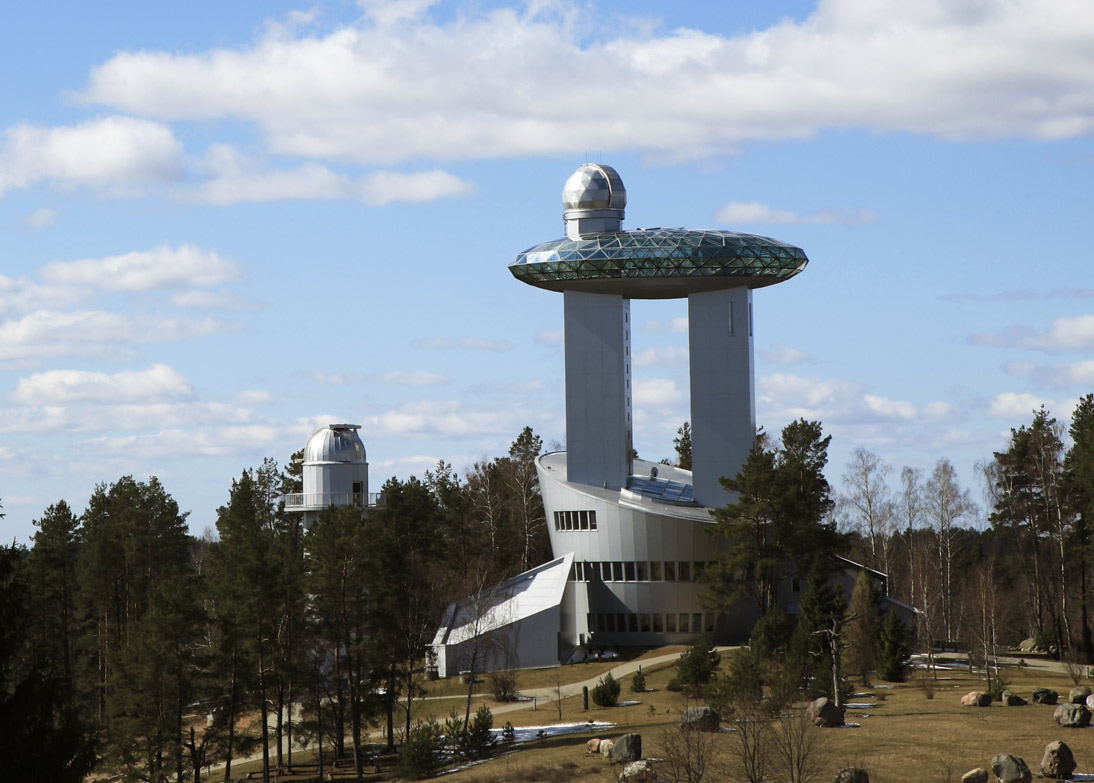
Комплекс зданий музея
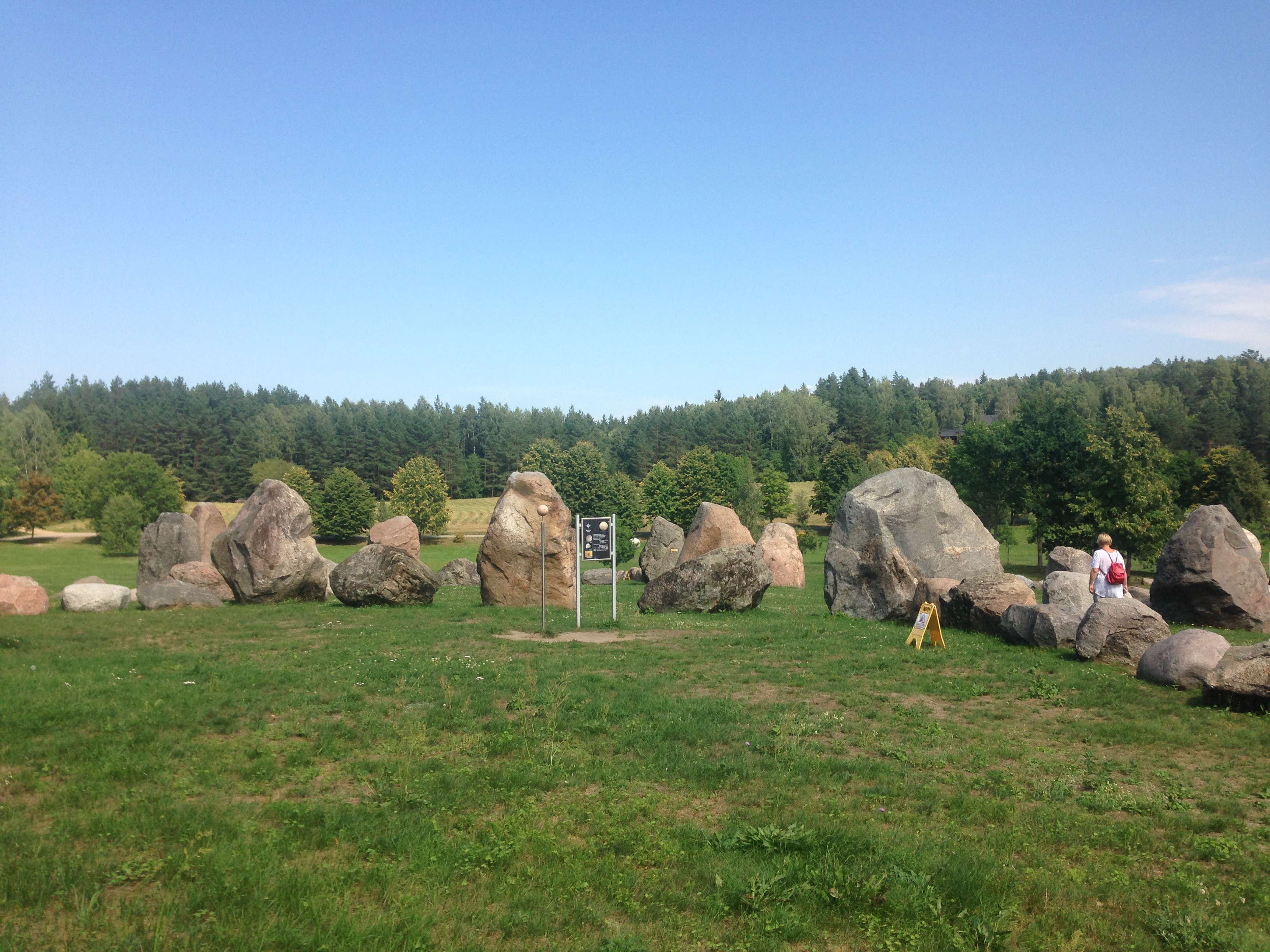
Модель Солнечной системы (инсталляция из камней)
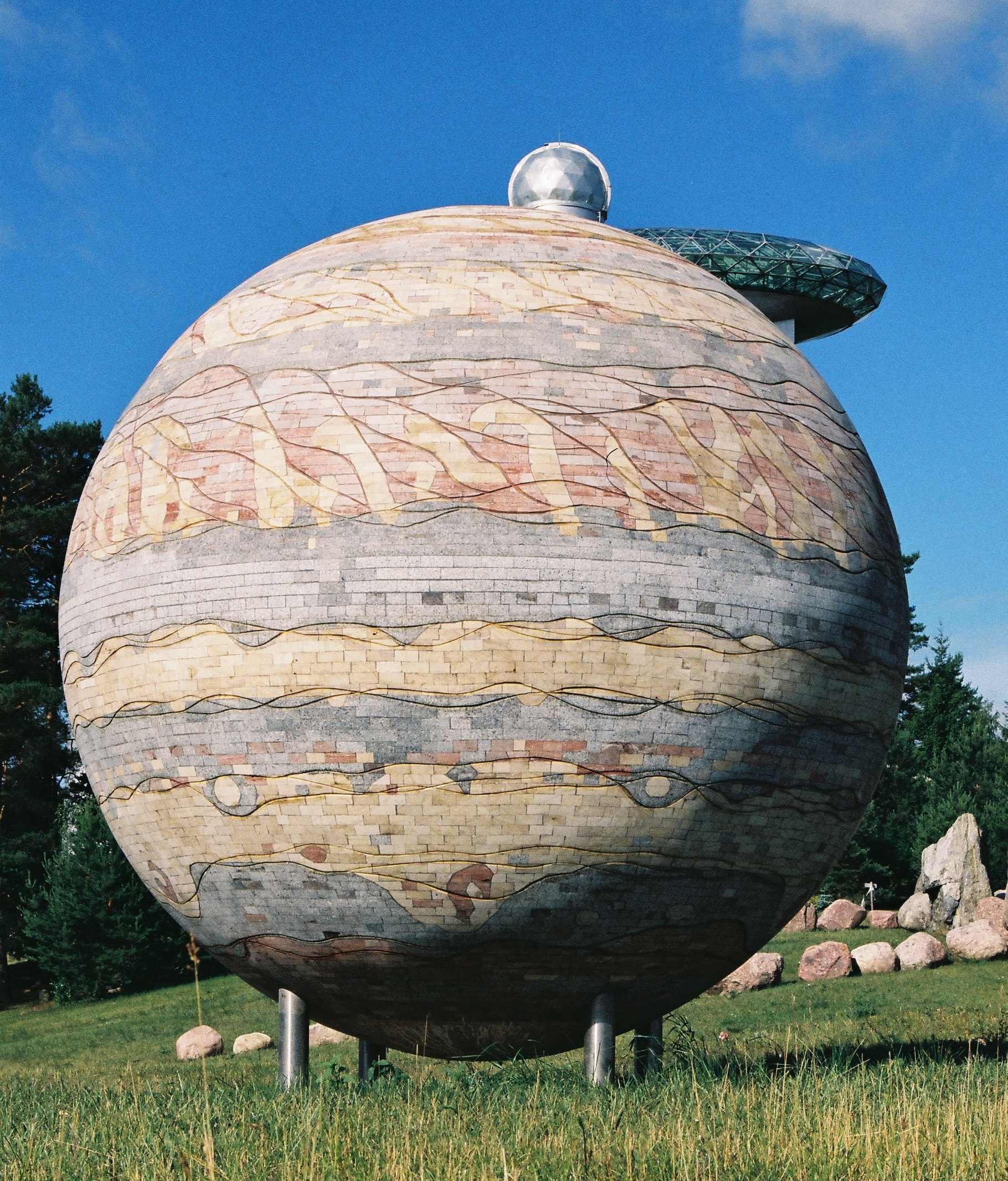
Макет Юпитера (элемент модели Солнечной системы)
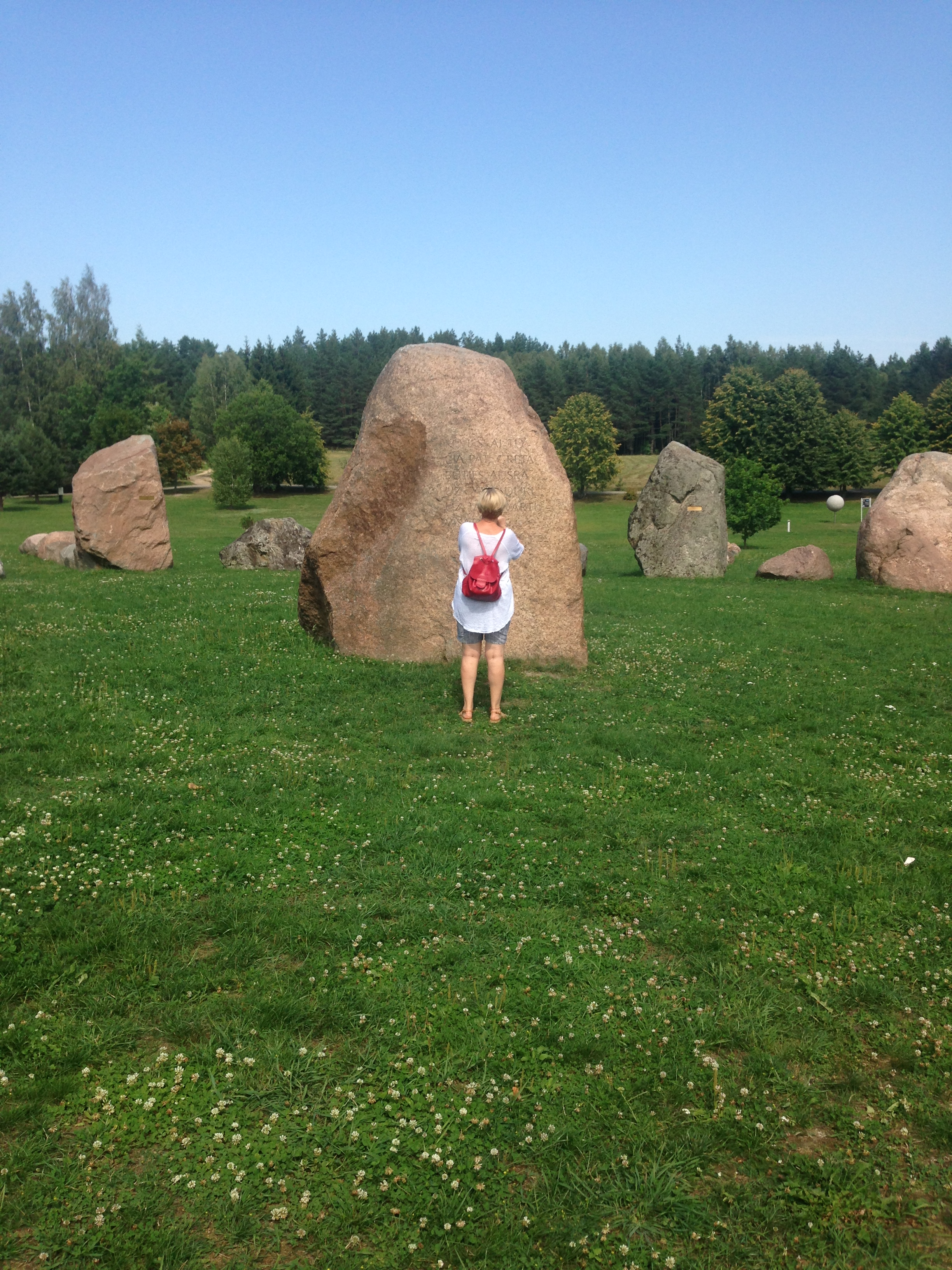
Центральный камень модели Солнечной системы
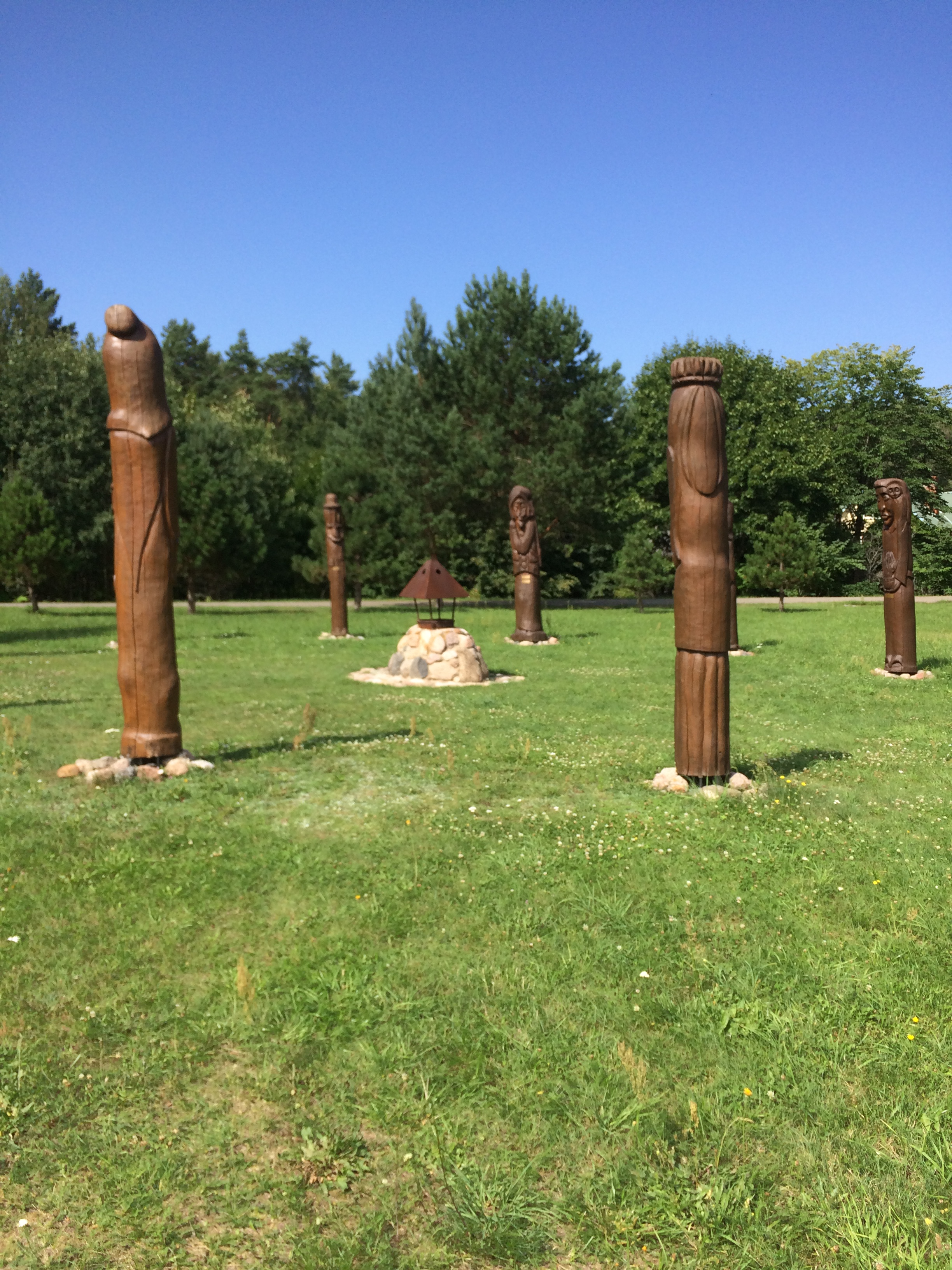
Инсталляция 12 месяцев
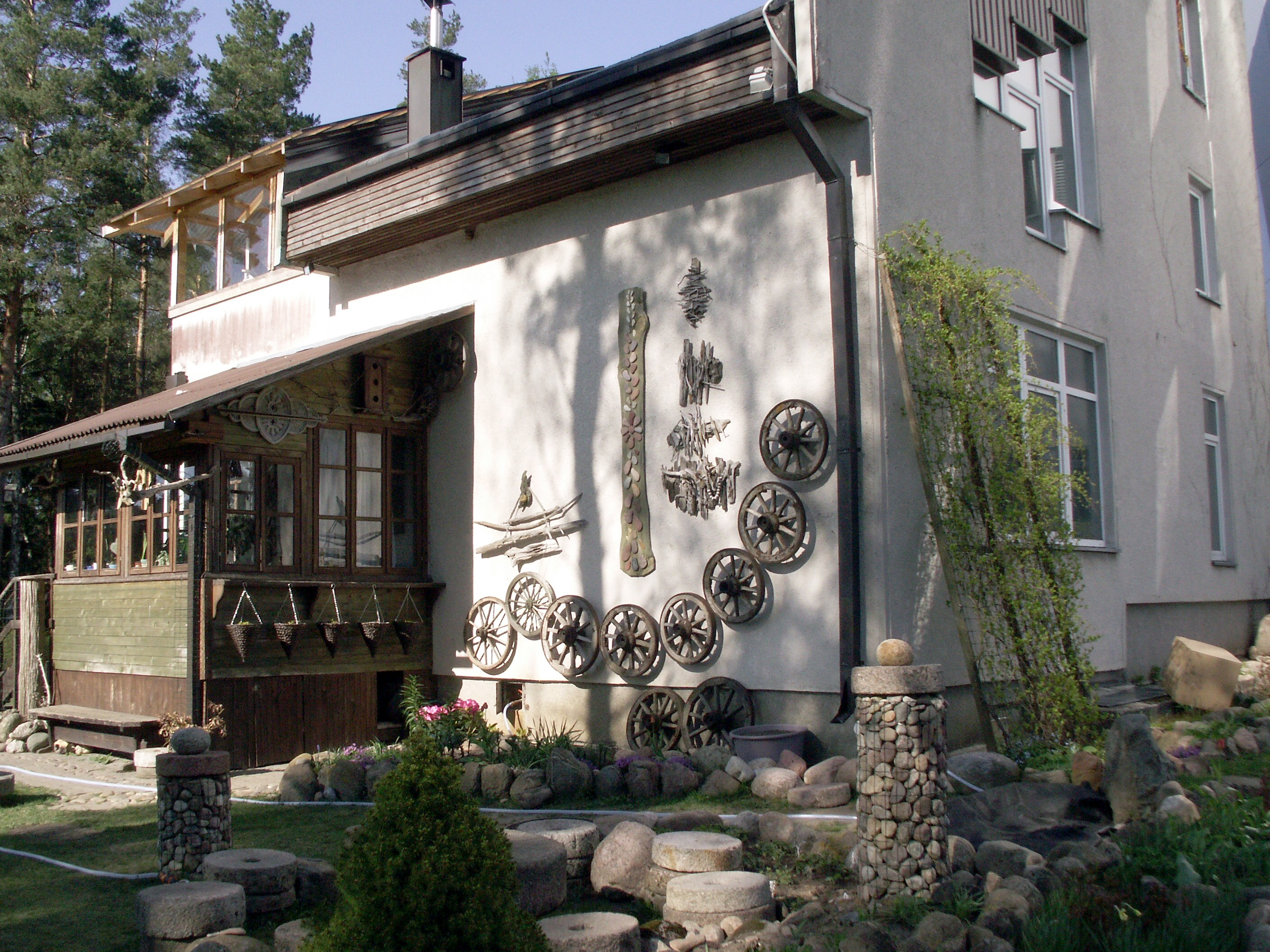
Этнографическая экспозиция на территории музея
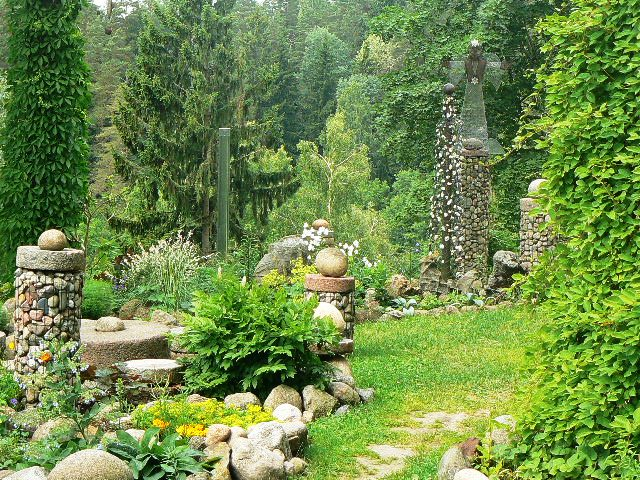
Декоративные элементы в этнографическом саду музея

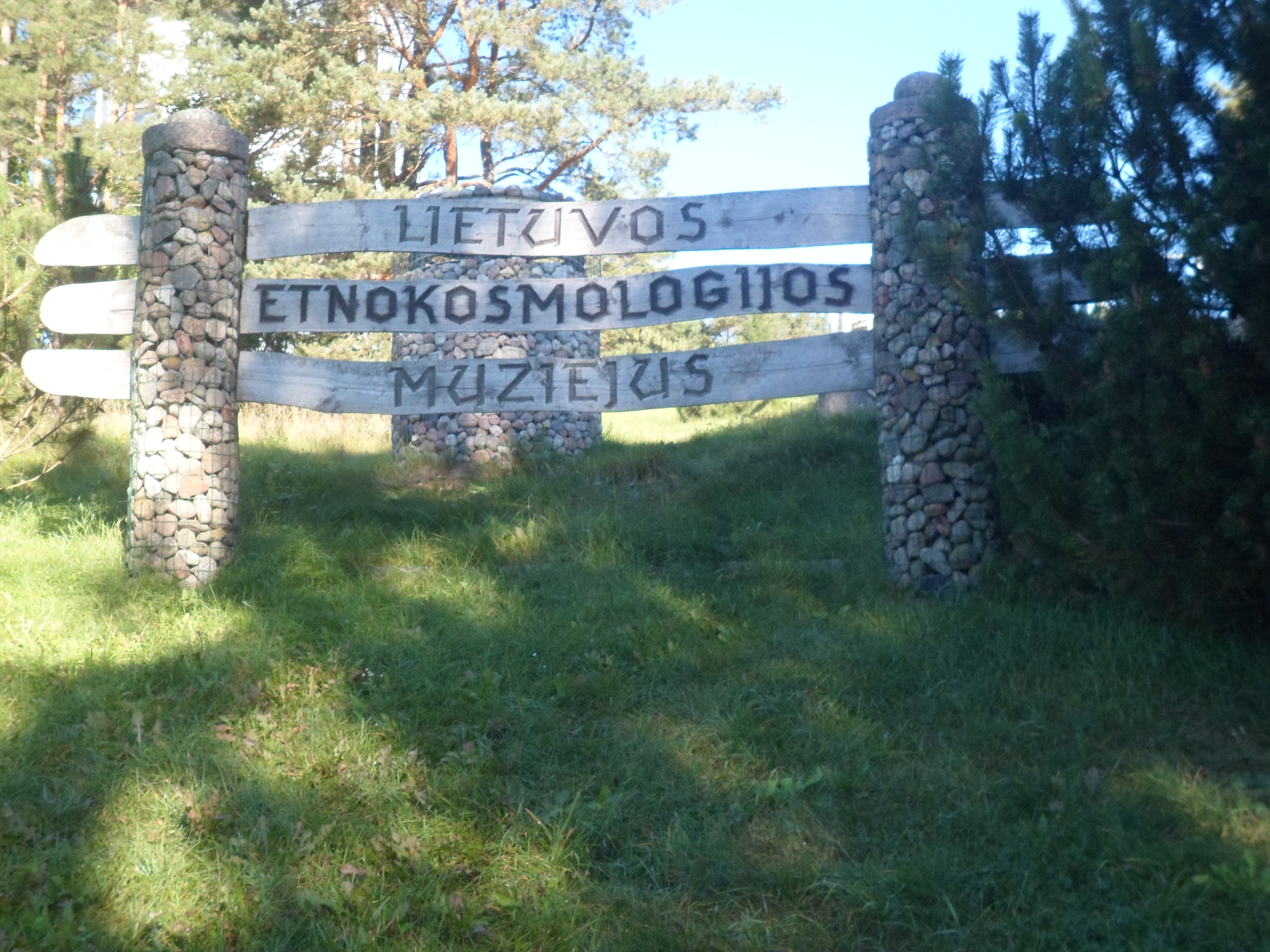
Литовский этнокосмологический музей
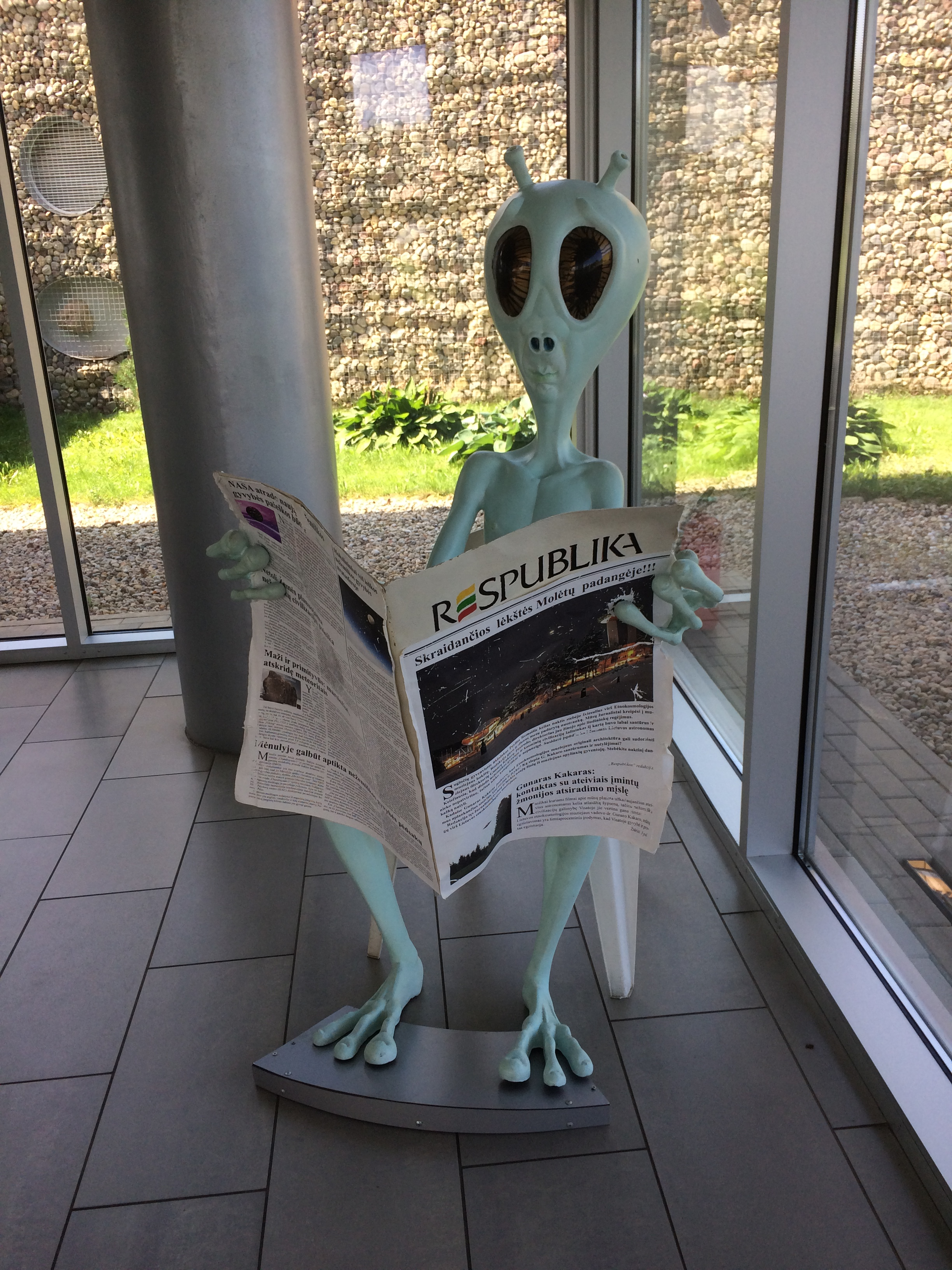
Инопланетянин в приёмной музея
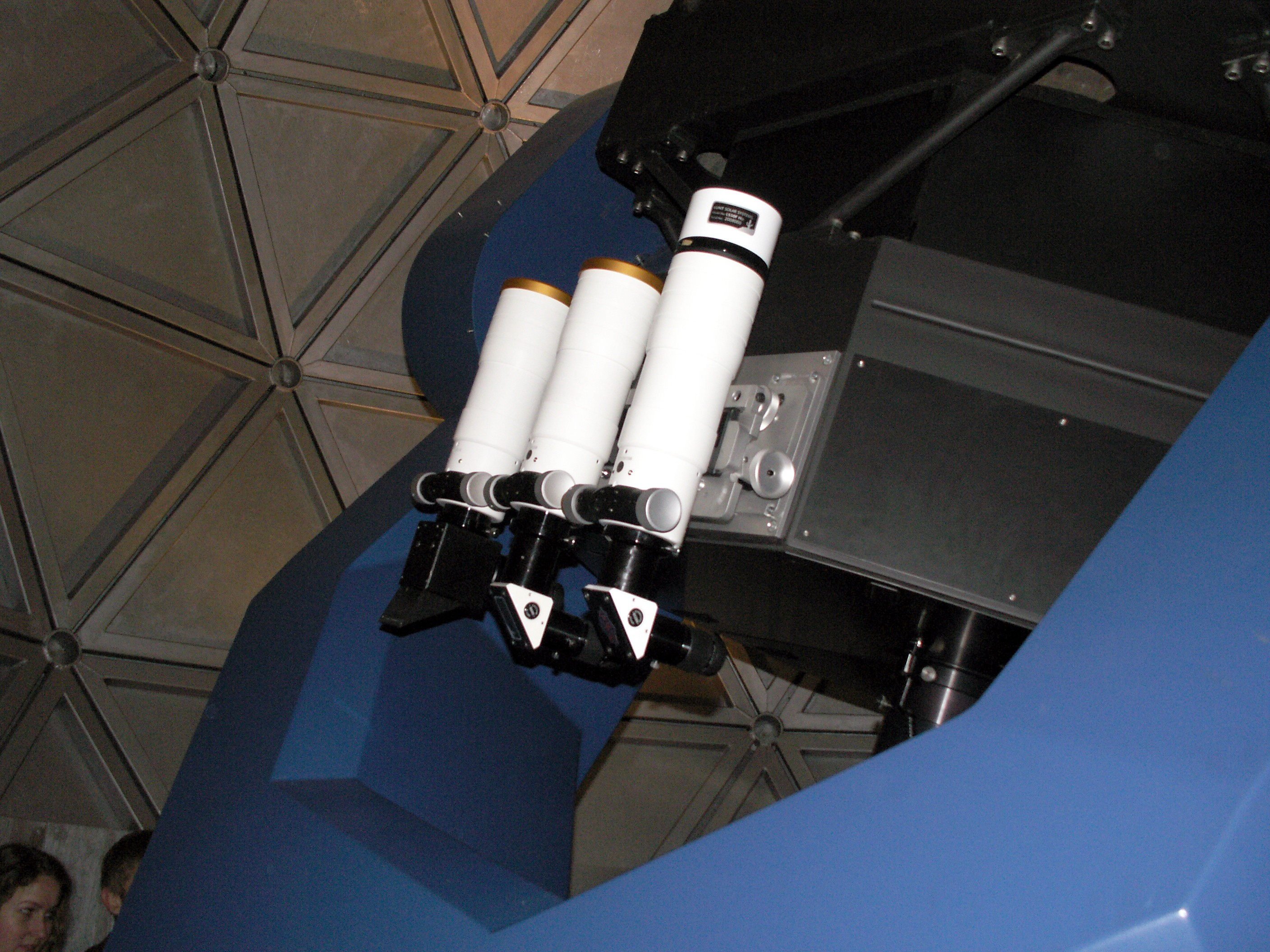
Макет солнечного космического телескопа
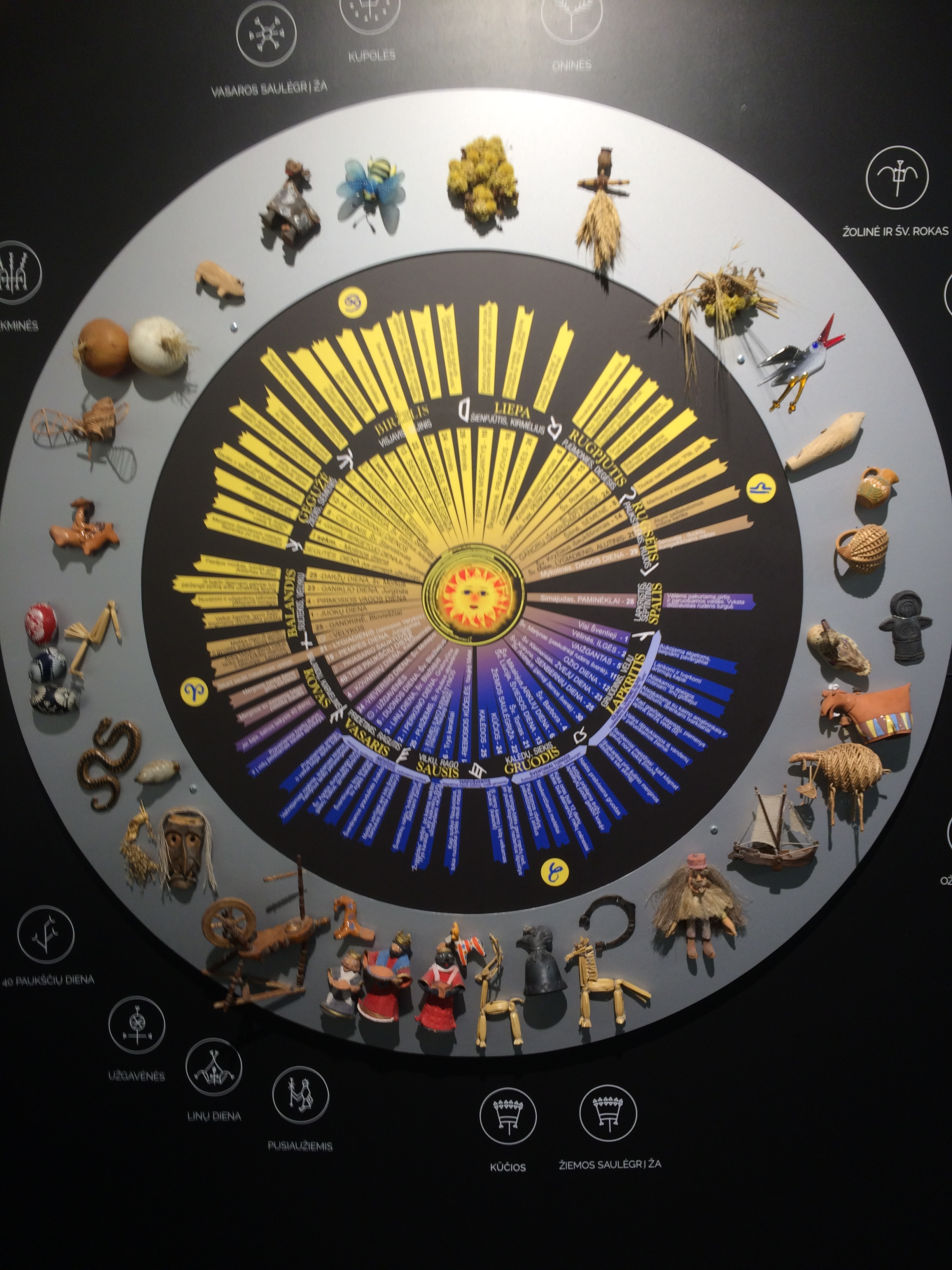
Литовский народный космологический календарь
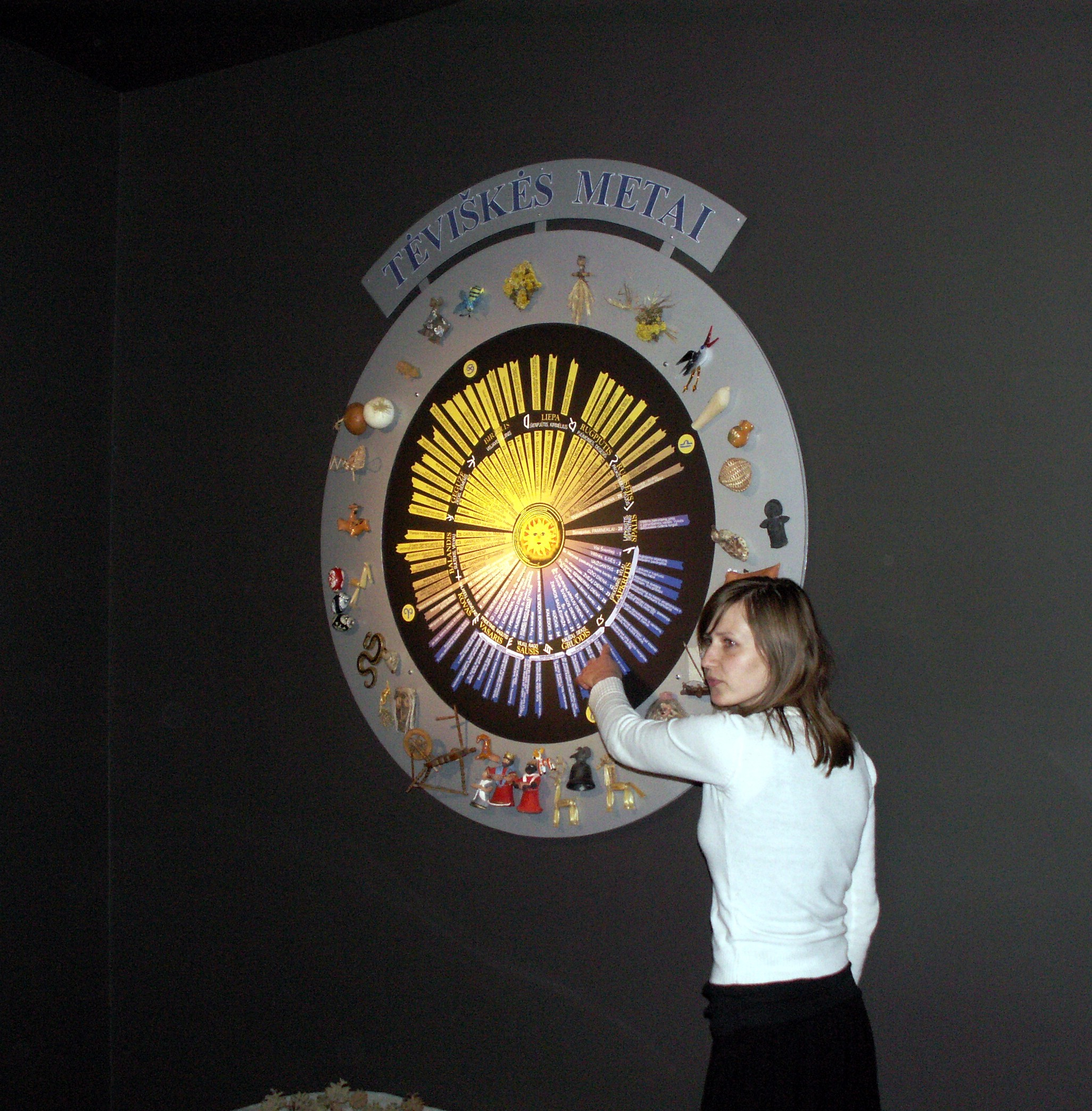
Литовский космологический календарь
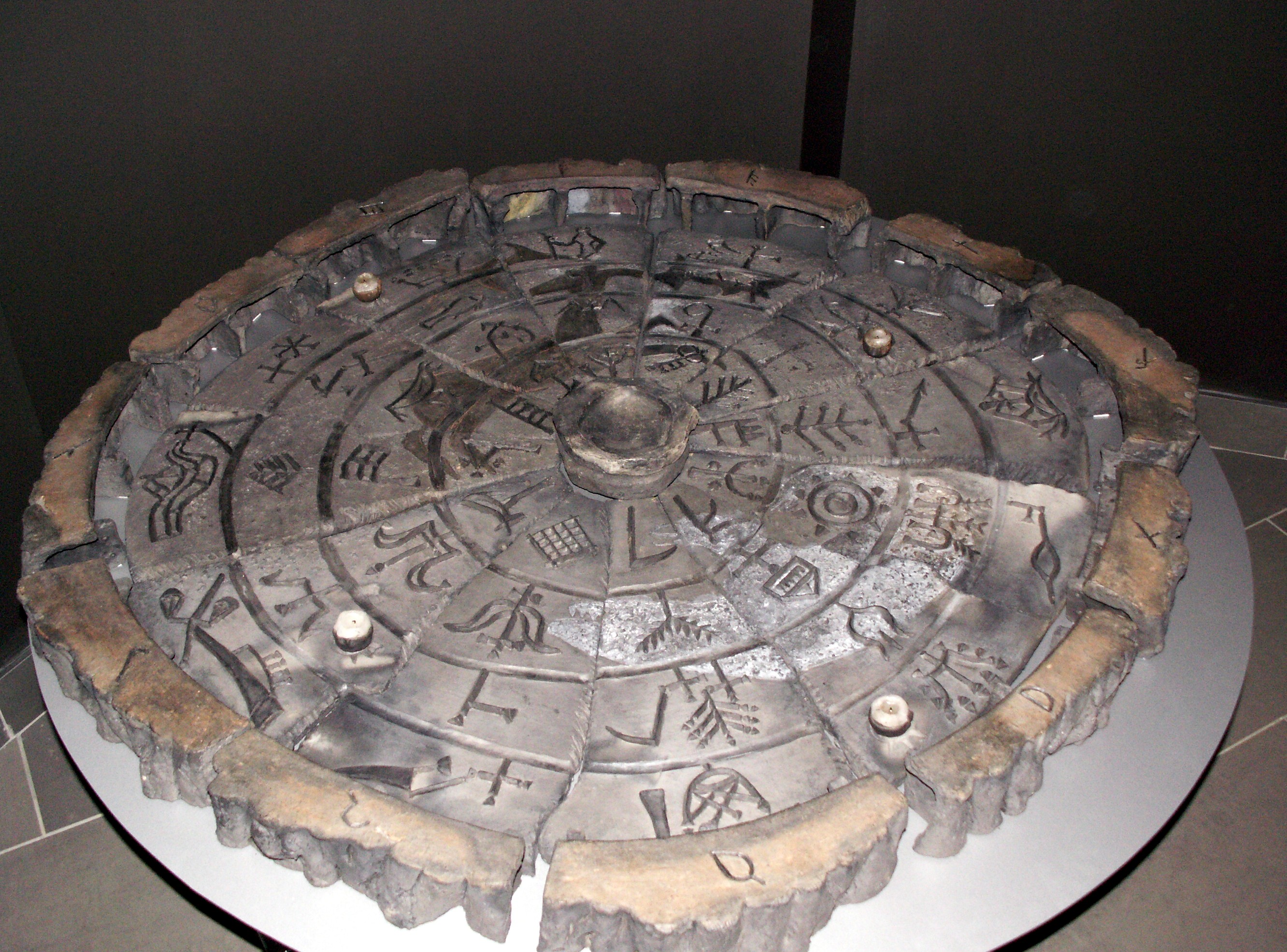
Рунический календарь
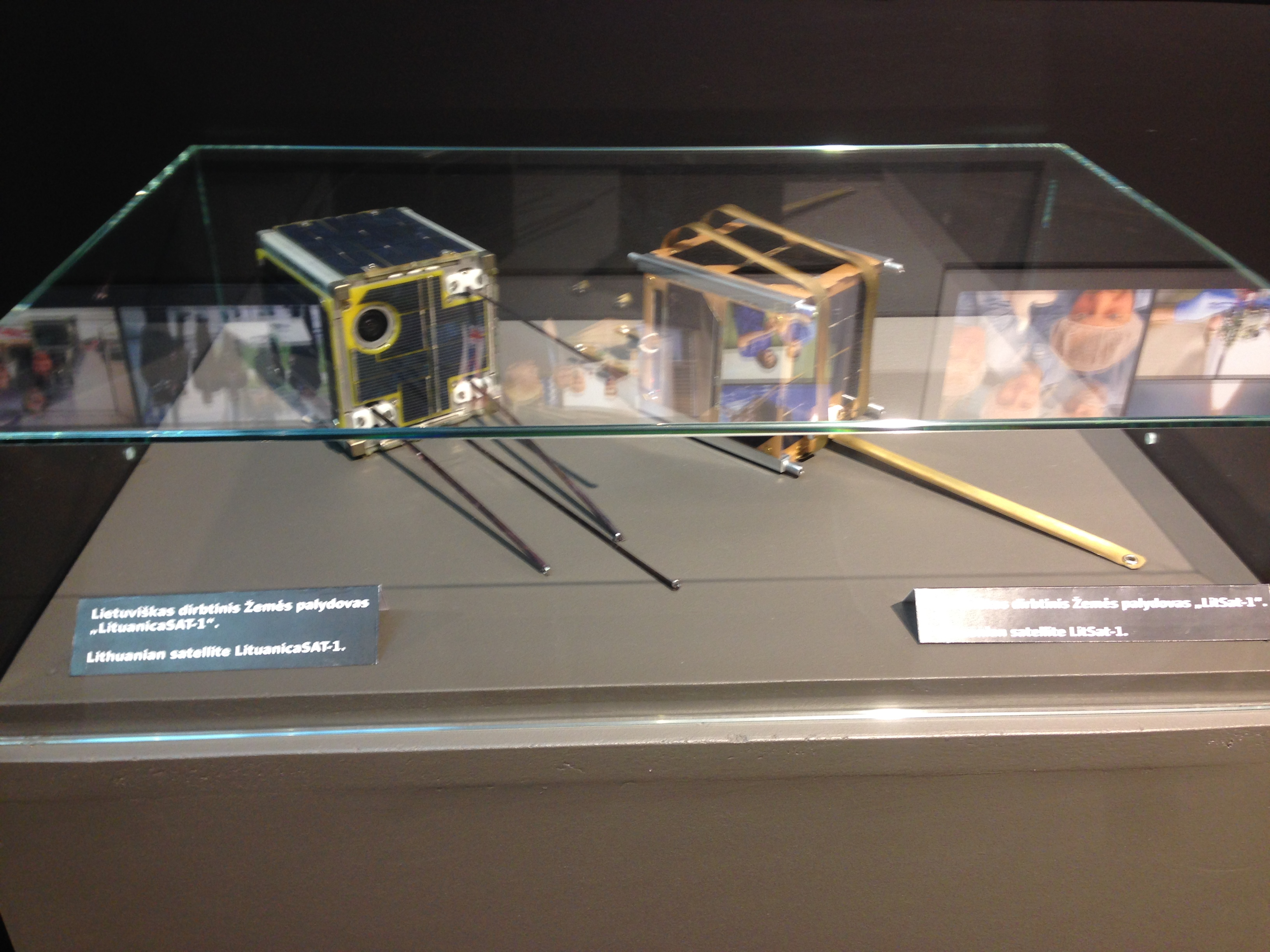
Модели литовских спутников
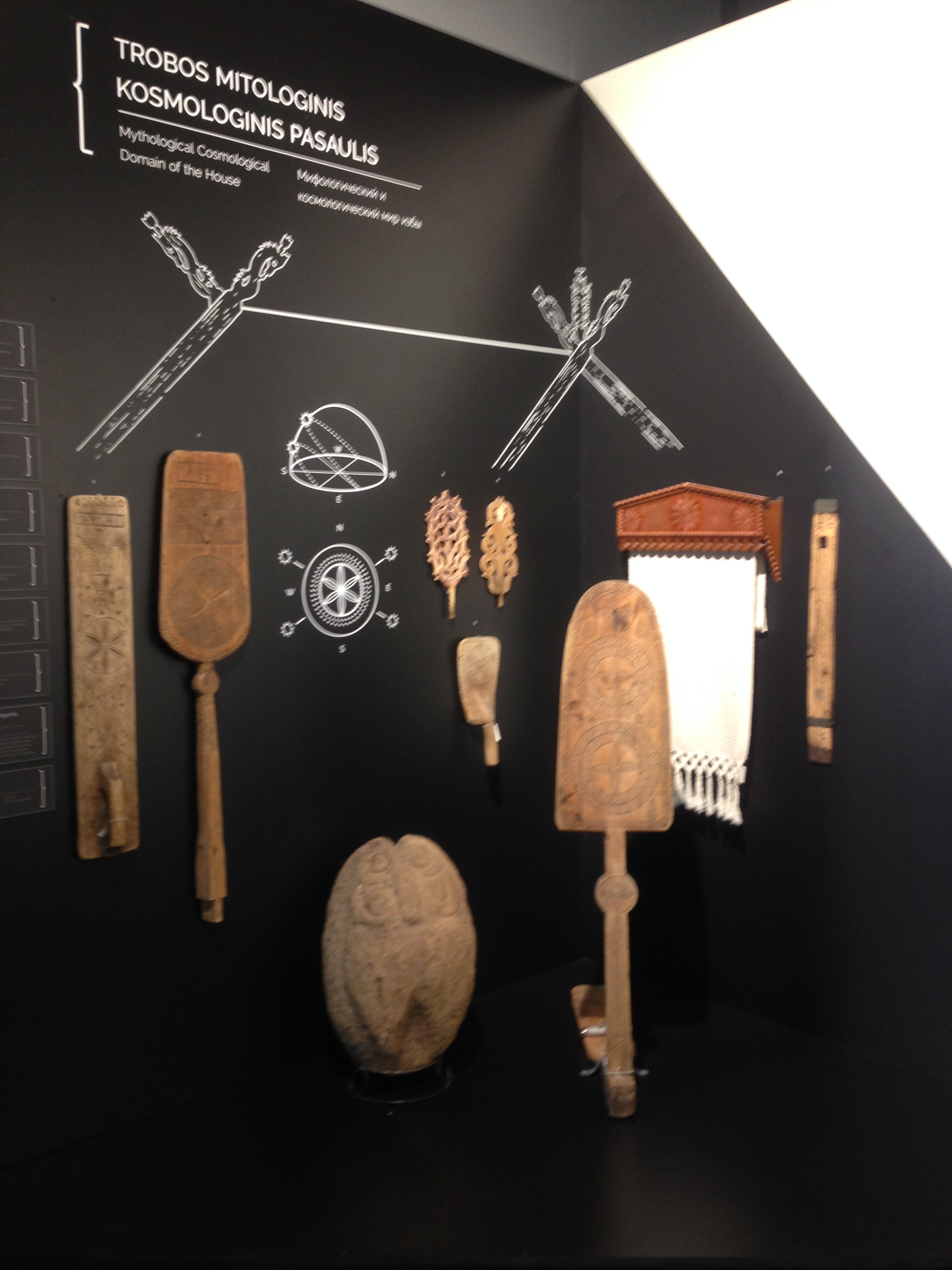
Мифологический и космологический мир избы
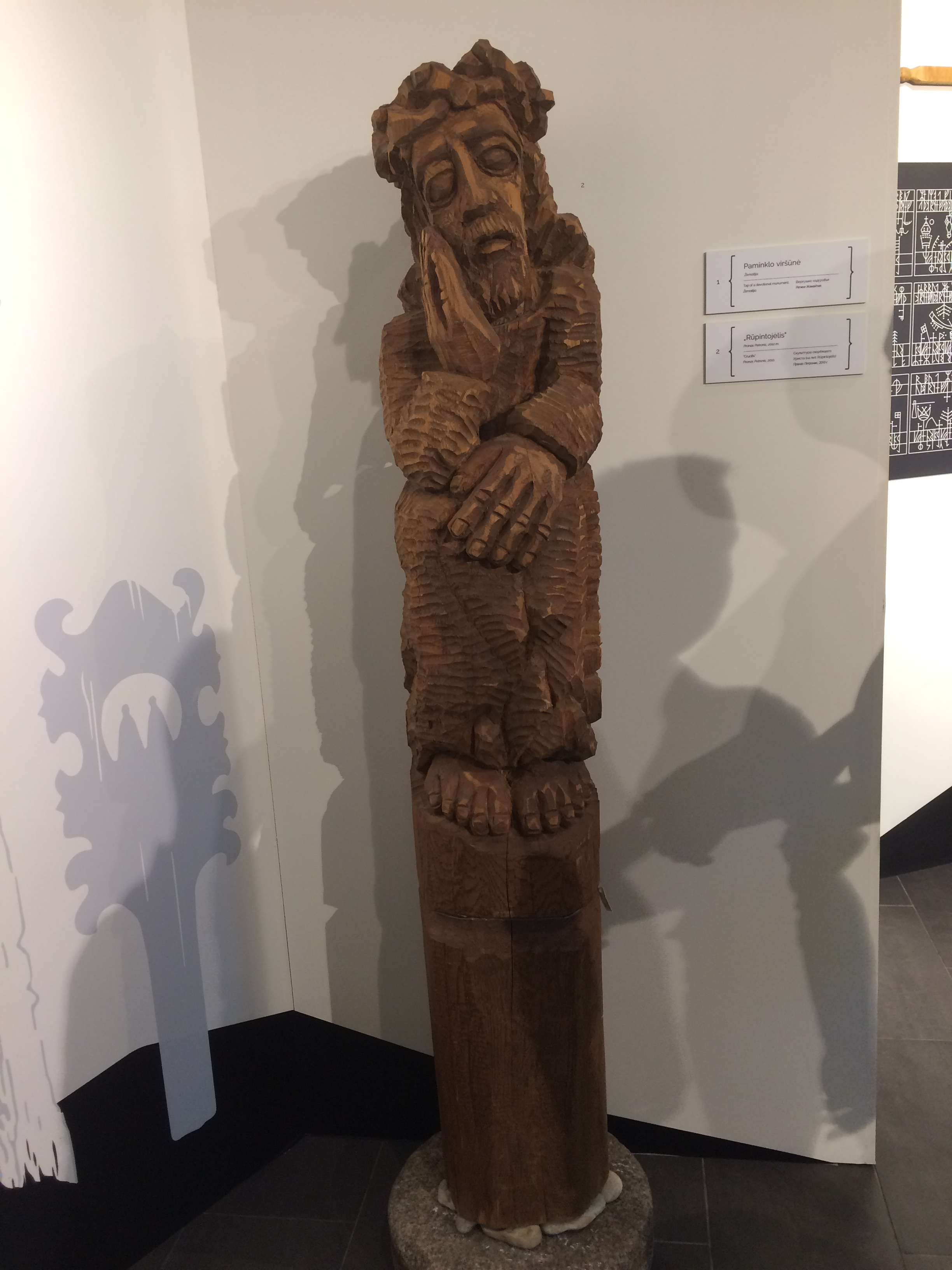
Деревянная скульптура Вайжгантаса - бога льна
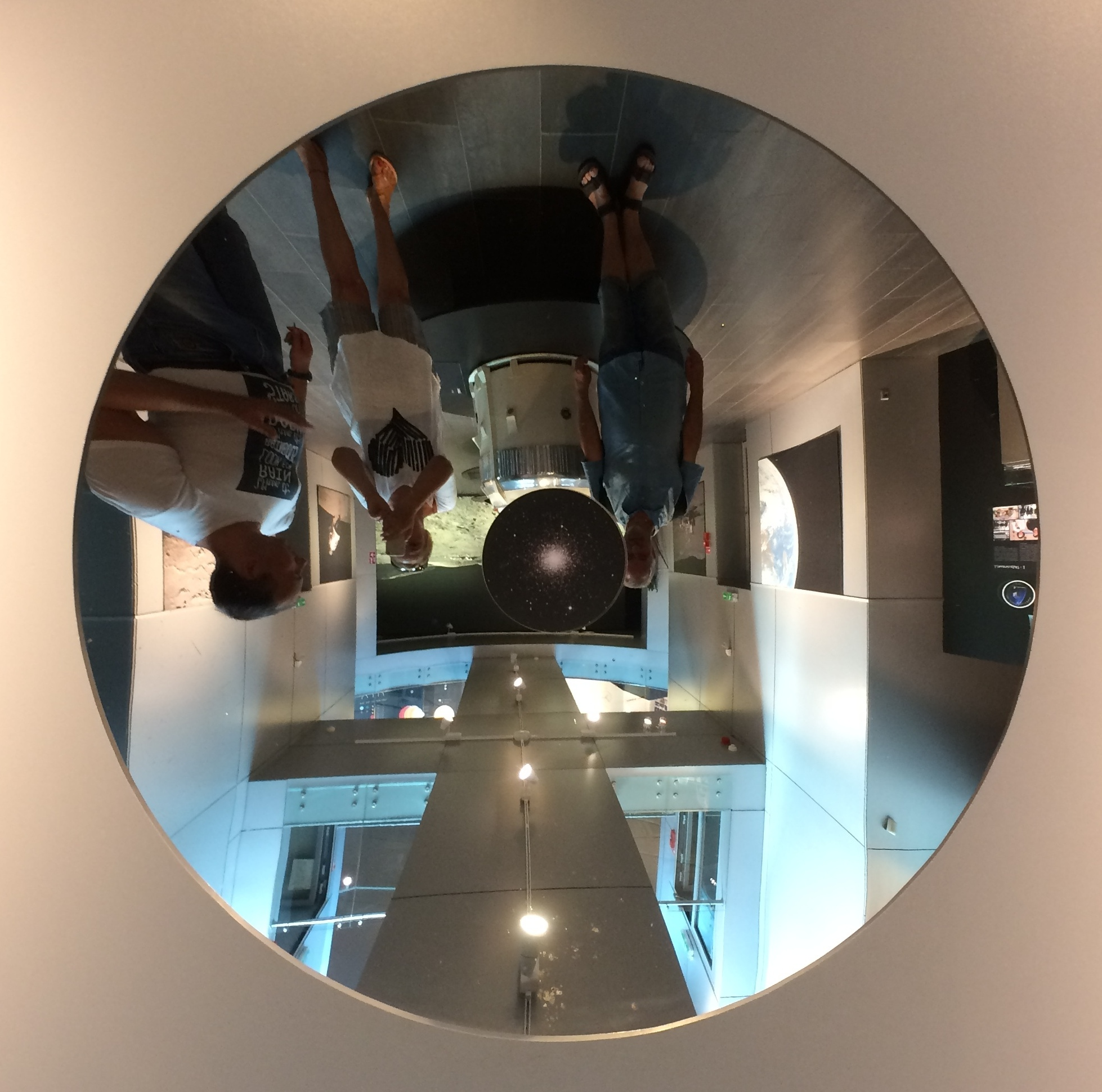
Космическое зеркало - весь мир вверх ногами
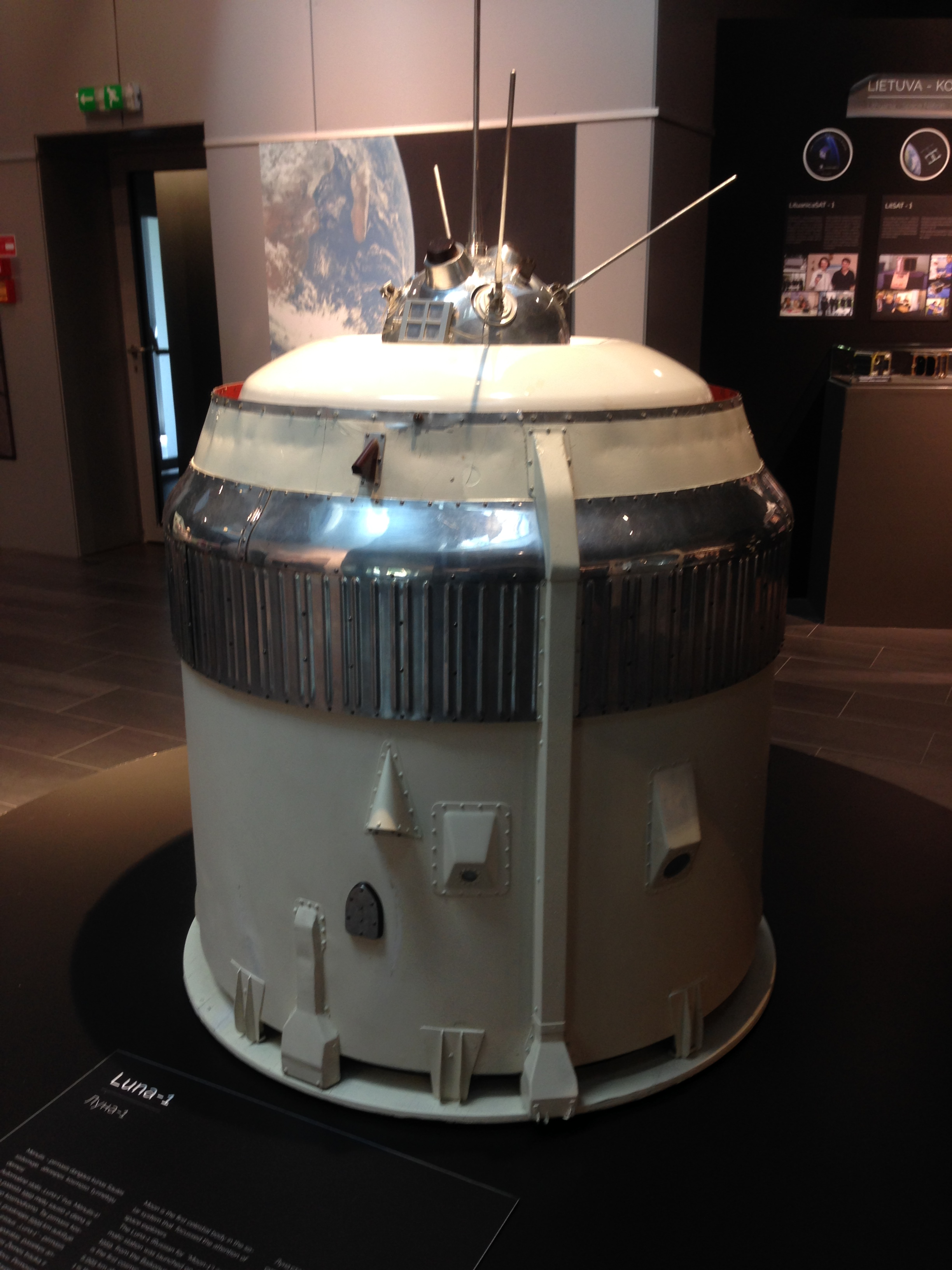
Макет АМС «Луна-1»
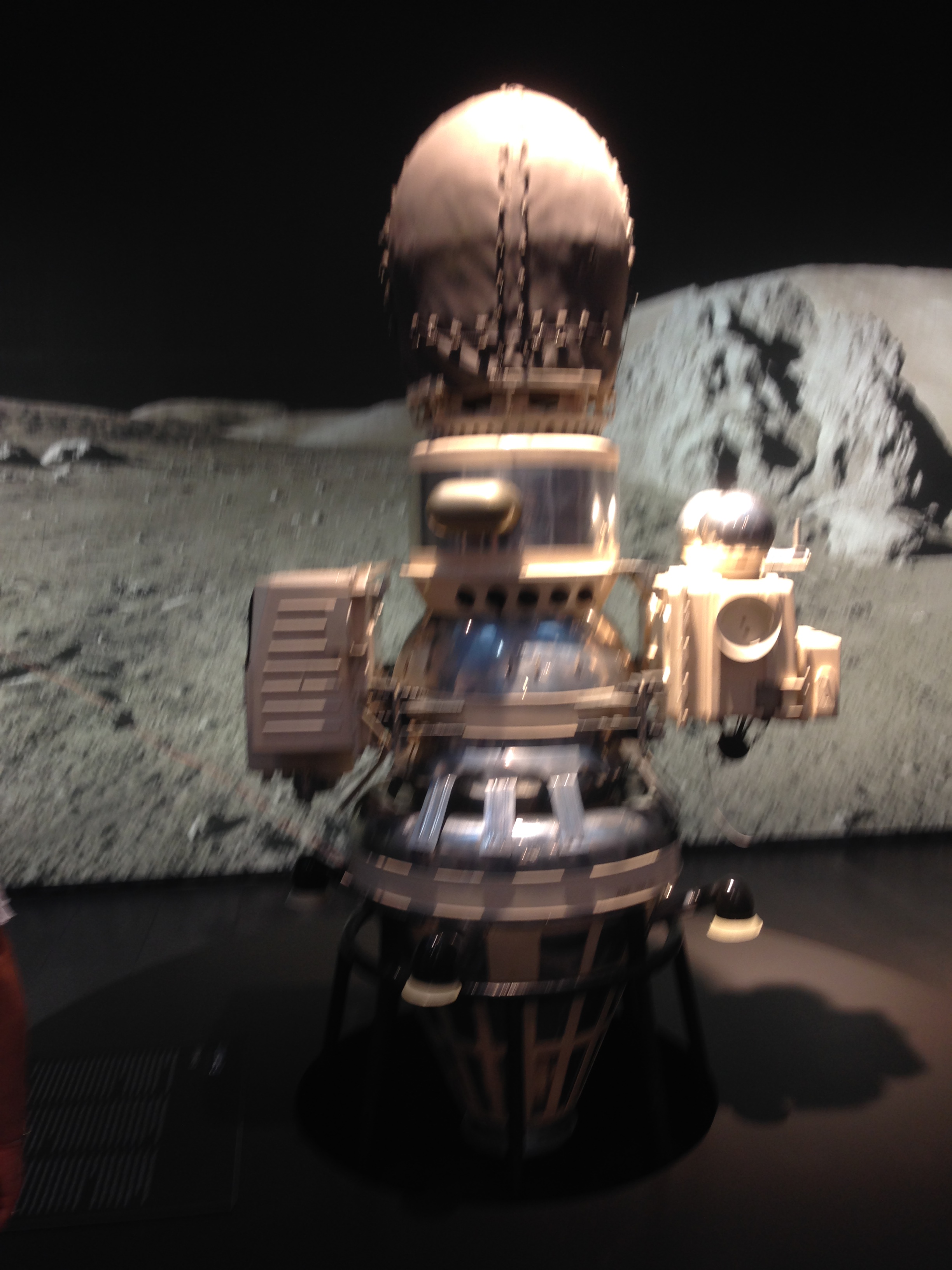
Макет АМС «Луна-9»
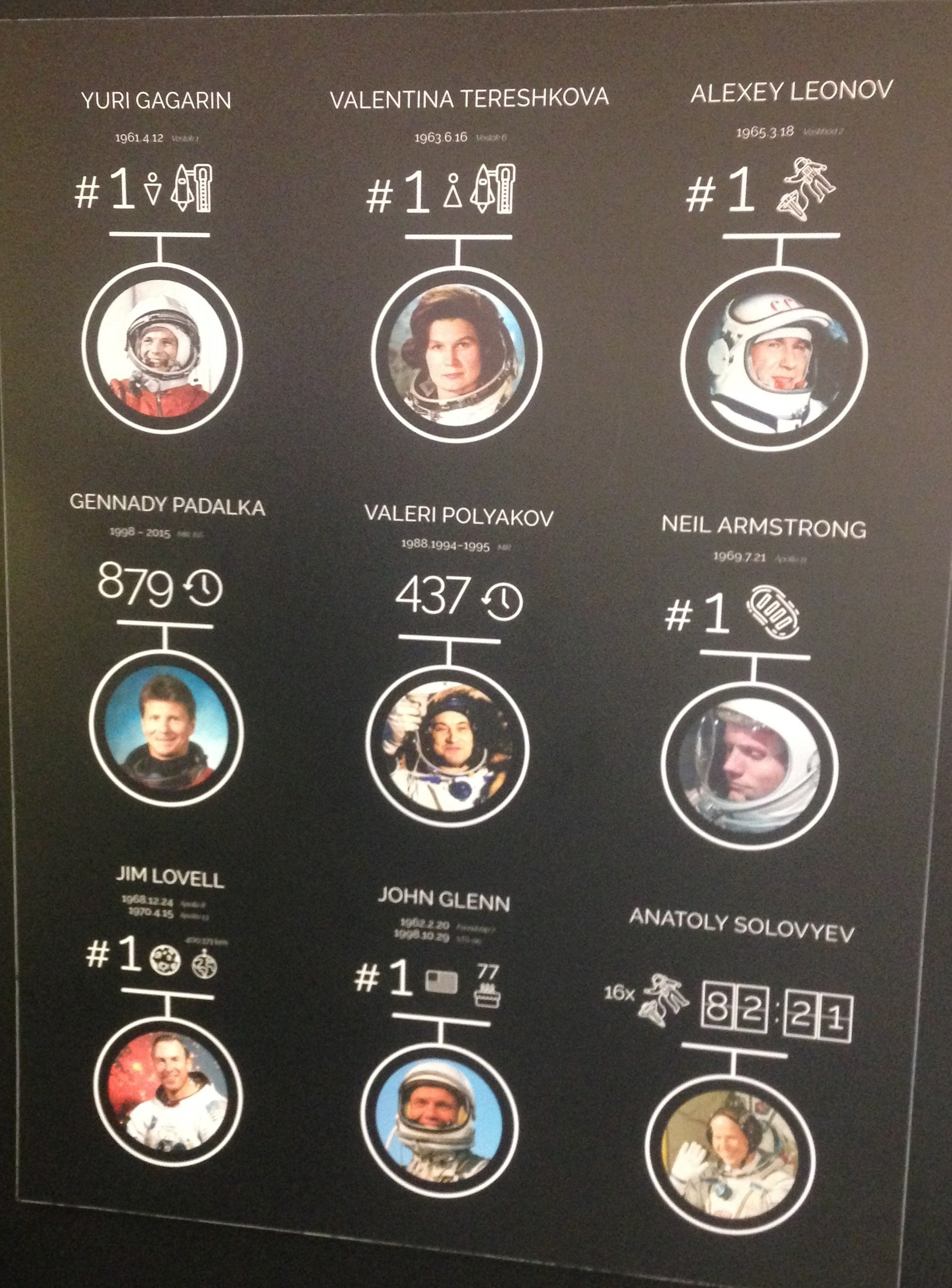
Стенд самых значительных достижений в истории космонавтики
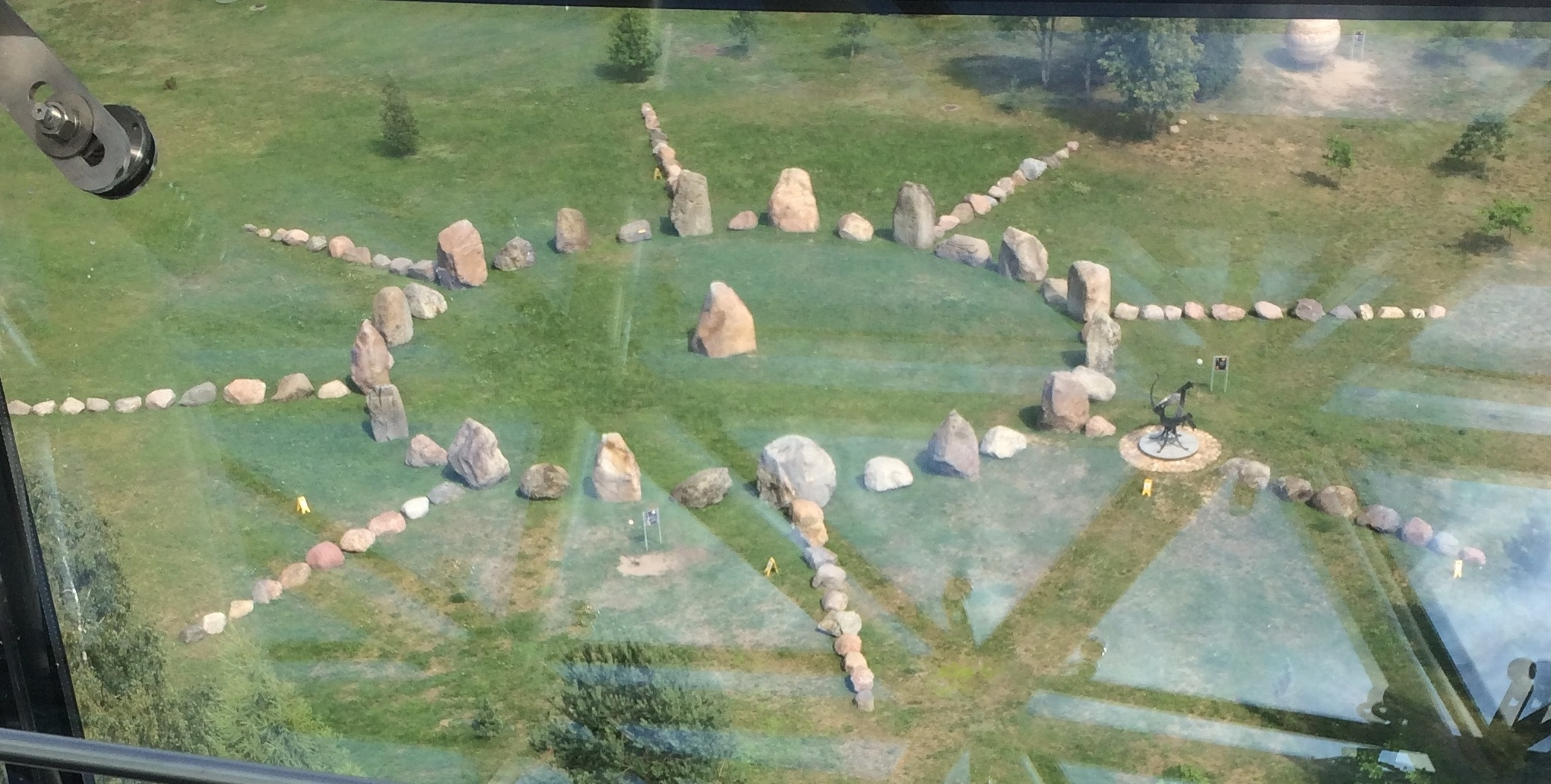
Каменная инсталляция модели Солнечной системы (вид с обзорной площадки)
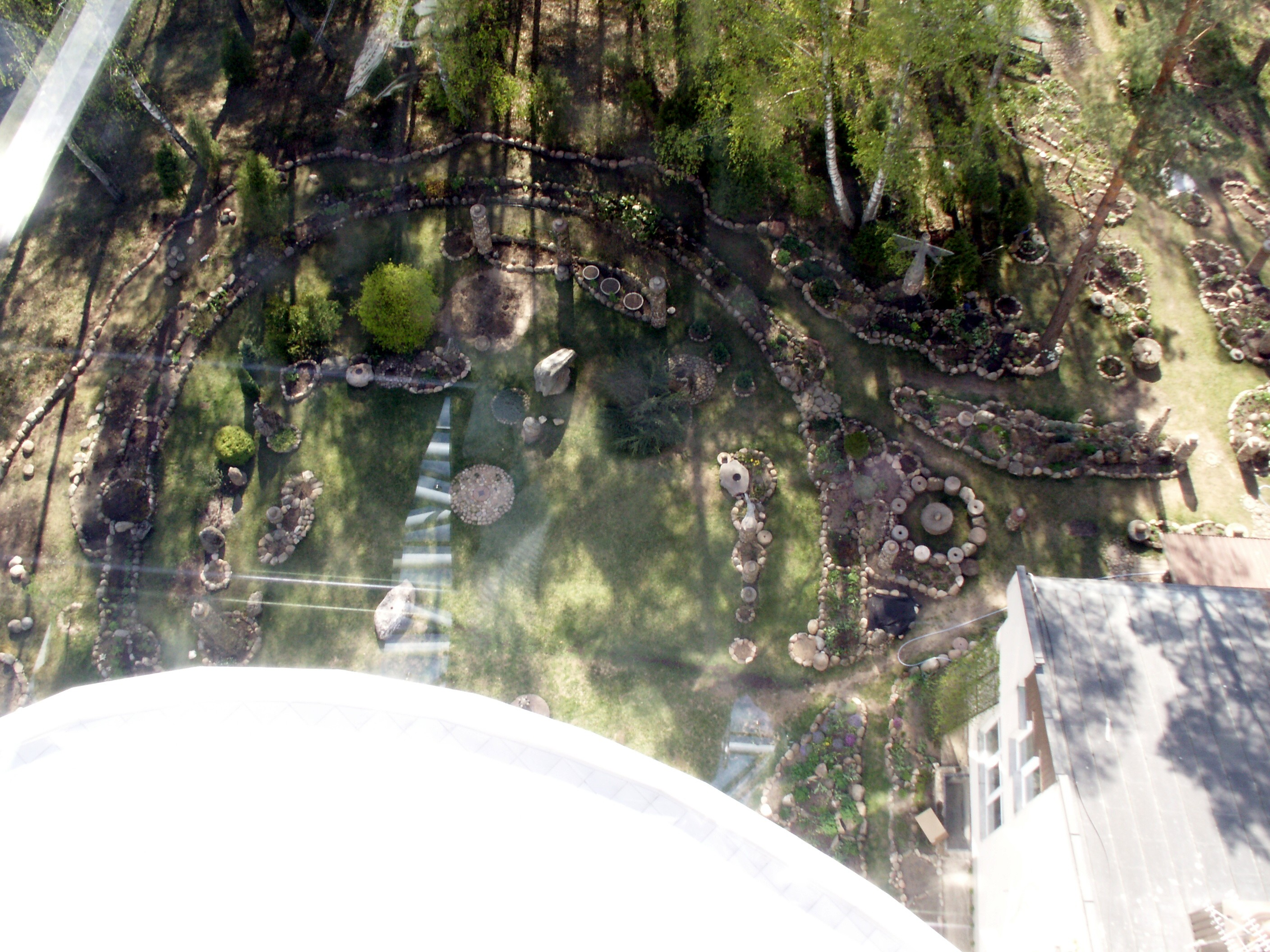
Этнографический сад музея (вид со смотровой площадки)